# كاريوسوم
كاريوسوم يشير إلى مادة الكروماتين داخل نواة الخلية عندما لا تخضع الخلية للانقسام.